# Ричвуд (Вісконсин)
Ричвуд (англ. Richwood) — місто (англ. town) в США, в окрузі Ричленд штату Вісконсин. Населення — 527 осіб (2020).

## Демографія
Згідно з переписом 2010 року, у місті мешкали 533 особи в 233 домогосподарствах у складі 168 родин. Було 324 помешкання
Расовий склад населення:
| - 97,9 % — білих - 0,2 % — корінних американців - 0,2 % — чорних або афроамериканців |

До двох чи більше рас належало 1,1 %. Частка іспаномовних становила 0,9 % від усіх жителів.
За віковим діапазоном населення розподілялося таким чином: 19,7 % — особи молодші 18 років, 59,3 % — особи у віці 18—64 років, 21,0 % — особи у віці 65 років та старші. Медіана віку мешканця становила 48,9 року. На 100 осіб жіночої статі у місті припадало 115,8 чоловіків;  на 100 жінок у віці від 18 років та старших — 111,9 чоловіків також старших 18 років.
Середній дохід на одне домашнє господарство  становив 57 610 доларів США (медіана — 48 929), а середній дохід на одну сім'ю — 55 773 долари (медіана — 49 167). Медіана доходів становила 42 159 доларів для чоловіків та 28 750 доларів для жінок. За межею бідності перебувало 13,9 % осіб, у тому числі 15,2 % дітей у віці до 18 років та 10,5 % осіб у віці 65 років та старших.
Цивільне працевлаштоване населення становило 279 осіб. Основні галузі зайнятості: виробництво — 26,5 %, освіта, охорона здоров'я та соціальна допомога — 20,4 %, роздрібна торгівля — 16,5 %, науковці, спеціалісти, менеджери — 13,3 %.